# Nieuw-Beijerland

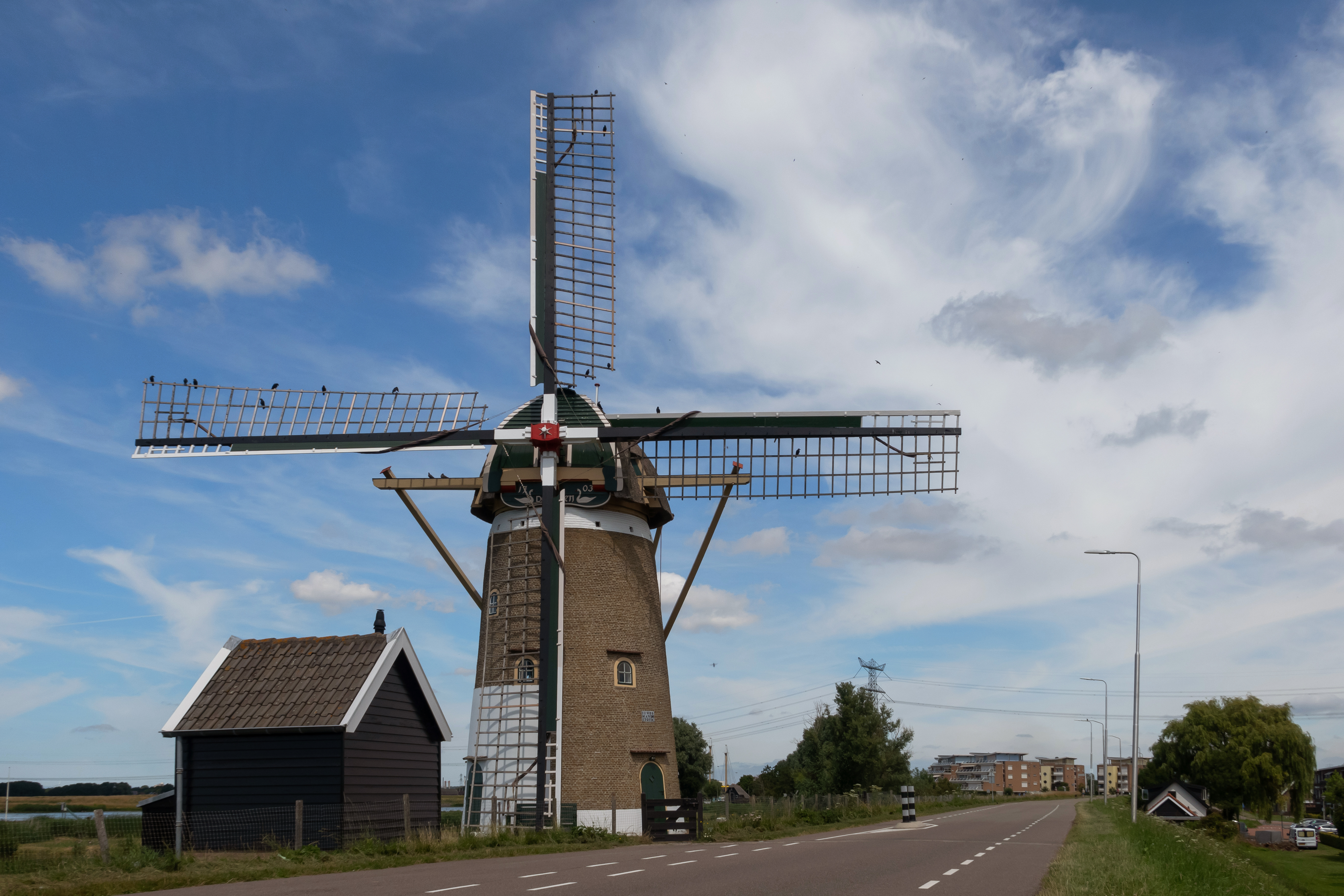
Le moulin: windmolen de Swaan

Nieuw-Beijerland est un village qui fait partie de la commune de Hoeksche Waard dans la province néerlandaise de Hollande-Méridionale.
Nieuw-Beijerland a été une commune indépendante jusqu'au 1er janvier 1984. Elle a fusionné avec Piershil, Zuid-Beijerland et Goudswaard pour former la nouvelle commune de Korendijk.